# 1980 a légi közlekedésben
Ez a lista az 1980-as év légi közlekedéssel kapcsolatos eseményeit tartalmazza.

## Események

### Január
- január 9. – A Szovjet Légierő Mi–8-as típusú helikoptere lezuhan, miután egy DSK típusú légvédelmi géppuskával eltalálják.[1]

### Április
- április 25. – A Dan-Air légitársaság 1008-as járata lezuhan Tenerife szigetén (nem messze Tenerifei katasztrófa helyszínétől). A balesetet a légiirányítók okozták.  A tragédia 146 ember életét követelte.[2]

### Július
- július 8. – Az Aeroflot légitársaság Alma Atából induló és Szimferopolba tartó Tupolev Tu-154B-2 típusú, CCCP-85355 lajstromjelű repülőgépe a heves feláramlás következtében kibillen egyensúlyából, majd lezuhan. A gépen utazó 156 fő és 10 fő személyzet tagjai közül senki sem éli túl a balesetet.[3][4]